# 長谷川咲恵
長谷川 咲恵（はせがわ さきえ、1970年6月17日 - ）は、日本の元女子プロレスラー。栃木県上都賀郡出身。
リングアナウンサーのオッキー沖田と1999年に結婚し2子をもうけたが、2008年離婚。2009年時点では、宇都宮市内の花卉店で働いている。

## 経歴
1989年
12月7日、全日本女子プロレスの静岡・磐田市体育館での興行においての、対吉永恵理子（バット吉永）戦でデビュー。
空手出身（名門、宇都宮女子商業高校（現宇都宮文星女子高校）出身で、インターハイ団体戦優勝、全国選抜大会団体戦優勝、個人戦第3位の実績がある）で、端整なルックスと背も高く、体格の良さから将来のエース候補として期待される。一時期、ブル中野率いる『獄門党』に加入しヒール修行を行うが、当時全女と業務提携を結んでいたユニバーサル・プロレスリングへのゲスト参戦で男性ファンからも注目されるようになる。その後会社の方針からベビーフェイスに転向。
1994年
11月20日、東京ドーム大会において、覆面レスラー『ブリザードYuki』として、対吉田万里子戦でデビュー。だが、キャラクターレスラーとしての期待がプレッシャーとなり、本人にとっては不満の残る内容だった。
1995年
試合中のアクシデントにより首を痛め、以後後遺症に苦しみ、不本意な試合が多くなってしまう。
1996年
3月31日、神奈川・横浜アリーナで引退。
1998年
新団体アルシオン旗揚げに広報として参加。
1999年
全女時代の後輩の大向美智子に裏投げとローリング・ソバットを伝授し5月に退社。その後オッキー沖田と結婚(2008年に離婚)。
2001年
11月25日の東京ベイNKホール大会で一日復帰。大向美智子と対戦。
2006年
8月6日、東京・新宿FACE「豊田真奈美自主興行」において、伊藤薫、渡辺智子、吉田万里子、豊田真奈美組のセコンドとして登場。試合中、永島千佳世に謝りながら逆水平チョップを放ち、日向あずみに豊田との合体フェイスクラッシャーを決める。
2023年
6月現在、映像コンテンツ権利処理機構のホームページに「八代将軍吉宗」に出演した行方不明者として名前が掲載されている。

## 戦歴
- 技のレパートリーこそそれほど多くなかったものの、恵まれた体を生かしたスケールの大きなファイトを見せた。単純な蹴り、エルボー、チョップだけでも十分に破壊力があった。ただし、ソバットと裏投げ以外に決定的なフィニッシュ・ホールドを持てなかった。
- 相手の技を真正面から受け続け、かなりのダメージを食ってから狂ったように反撃するのが定番のパターンであり、その豪快なやられっぷり、あるいは負けっぷりがファンを惹きつけた。大舞台では、相手の入場の際に相手に突っかかって、そのまま試合開始のゴングを聞くことも多かった。豊田真奈美を破るなど、時折金星をあげることもあったが、エース格としての試合運びをする前にキャリアを終えることとなった。

1992年
- デビー・マレンコとの「日米新世代タッグ」での戦い、先輩であるが手の合うライバルとなった吉田万里子との対決で注目を集めるようになった。
- 6月21日 後楽園ホールでのジャパン・グランプリ公式戦で、吉田万里子と対戦。ノンストップで技を出し合い続ける激しい戦いを見せて、30分時間切れ引き分けの名勝負を演じる。吉田にはローリング・ソバットが面白いように命中し、長谷川も吉田のルチャ殺法を受けきり、不思議とかみあう組み合わせであった。
- 7月15日 大田区体育館での「大田区女王伝説'92」では、吉田万里子の保持する全日本シングル選手権に挑戦。すぐ前の試合で全日本タッグ選手権を防衛したばかりの吉田万里子は2試合連続で臨んだ一戦であり、長谷川が有利かと思われたが、吉田の場外への三角跳びプランチャを受けた際に膝を痛めてしまい動きが落ちる。そこで吉田が一気に攻め込んだものの、最後は長谷川が意地の猛攻を見せ、最後は15分41秒、ローリング・ソバットで吉田が弓なりに崩れ落ち、涙の初戴冠となった。
- 11月2日 博多スターレーンでのタッグリーグ・ザ・ベスト公式戦には、デビー・マレンコと「日米新世代軍」タッグとして、WWWA世界タッグ王者である山田敏代・豊田真奈美組と対戦。2人はそろいのTシャツと水着を着用、ポーズを決めてアピールするなどタッグチームらしい動きを行った。試合でもチャンピオン相手にかみ合った動きを見せつけ、ソバットで山田の歯を欠けさせるなど奮戦、30分時間切れ引き分けに持ち込む大健闘を見せた。この3日後、長谷川とデビーはメキシコ遠征に出発した。

1993年
- 対抗戦時代は、JWPの福岡晶が同期であることから、福岡とのライバル関係がクローズアップされることになった。また、タッグマッチでは、デビー・マレンコの負傷に伴い、同期の伊藤薫と組み、LLPW勢と全日本タッグ王座をめぐる抗争を行った。
- 4月2日 横浜アリーナでの夢のオールスター戦では、デビー・マレンコが負傷欠場したため、同期の伊藤薫と組んで、JWPのプラム麻里子、福岡晶と第1試合、20分1本勝負で対戦。4人がともに持ち味を生かし切った好勝負となり、観客のボルテージも上がっていった。試合は16分31秒、全女勢の攻撃を耐え切ったプラムの、この日が初公開となる必殺技、トップロープからの雪崩式フランケンシュタイナーで長谷川がフォール負けを喫したが、オールスター戦の開幕にふさわしい熱戦となった。
- 4月11日 大阪府立体育会館での夢のオールスター戦第2戦では、第1試合20分1本勝負で福岡晶と今度はシングル・マッチで対決。この試合も白熱した好勝負となったが、最後は18分5秒、福岡のDDT、ムーンサルトを耐えきった長谷川がローリング・ソバットでフォール勝ち。将来の両団体のエース候補同士らしい、未来を予感させる試合であった。敗れた福岡は、ビデオ解説をしていた山本雅俊代表に、全女へ参戦して修行することを直訴、代表も快く認め、福岡のジャパン・グランプリ'93への参加が決定した。
- ジャパン・グランプリ'93では、並み居る強豪の前に苦戦したものの、山田敏代、井上貴子から大金星をあげるなど、着実に力をつけていることを証明し始めた。
- 8月25日 日本武道館での「武道館女王列伝93」では、豊田真奈美、堀田祐美子と組んで、尾崎魔弓・プラム麻里子・福岡晶と対戦。好勝負となったが、最後は福岡のクロスアーム式ジャーマン・スープレックス・ホールドに敗れ、リベンジを許した。
- 9月29日 愛知県体育館での「名古屋超旋風」では、伊藤薫と組んで、全日本タッグ選手権の初防衛戦。相手はLLPWの二上美紀子・レオ北村組。ほぼ初対決となったタイトルマッチは、LL勢がある程度追い込んだものの、すぐに体力を回復。二上、レオは共にスタミナ切れ気味で明らかに動きが落ちていき、最後は伊藤のダイビング・フットスタンプ→長谷川の裏投げで16分30秒フォール勝ち、余裕の初防衛となった。
- 10月9日 東京ベイNKホールでの「レッスル・マリンピアード'93」では、第3試合で井上貴子・LLPWの神取忍・紅夜叉組と対戦。神取とは初対決となり、ソバットなどで善戦したものの、最後は神取のスリーパー・ホールドで失神、レフェリーストップ負けを喫した。
- 11月28日 大阪城ホールでの「大阪美神王国」では、伊藤薫と組んで、全日本タッグ選手権、2度目の防衛戦。相手はLLPWの二上美紀子・紅夜叉組。二上はパートナーを替えての再度の挑戦。事前の記者会見でも乱闘となり、特に紅との遺恨が深まっての対戦だったが、二上が膝、紅が肩を痛めていることもあり、終始優勢。最後は16分41秒、長谷川の裏投げ→伊藤のトップロープからのダイビング・フットスタンプ→裏投げで紅をフォールして勝利。
- 12月9日 両国国技館で、伊藤薫と組んで、全日本タッグ選手権、3度目の防衛戦。相手はLLPWの半田美希・紅夜叉組。この日も、紅のコールの途中で伊藤が仕掛けて試合開始。2度目の挑戦となる紅夜叉は、実力者の半田と組んでの執念の挑戦。一進一退の攻防の末、最後は紅と半田の、アーム・ボンバーとジャーマン・スープレックス・ホールドの合体技で15分23秒、長谷川がフォール負けし王座陥落。

1994年
- 徐々に、メインイベントに組み込まれる頻度も高くなっていった時期。また、フォールなしの格闘技スタイルの試合でも好試合を見せた。しかし、ブル中野、アジャ・コング、北斗晶、豊田、山田、井上京子といった先輩達の壁を打ち破るまでには至らなかった。
- 3月3日 後楽園ホールで、山田敏代と格闘技スタイル（ギブアップ、KOのみのプロレスという意味）で30分一本勝負を行う。稀に見る激しい打撃戦の末30分時間切れ引き分けだったが、試合終了後には「これからは長谷川の時代だ!」と声がかかるほど、将来のエースとしての輝きを見せ始めた試合となった。
- 5月2日 後楽園ホールで、WWWA世界シングル王者のアジャ・コングとのシングルマッチ。アジャの入場時に先制攻撃を加えて、場外でフェイスクラッシャーを放ったが、アジャは終始余裕で対応し、ペースを把握しつつ、長谷川の技を受けてみせる、長谷川はトップロープでの攻防で足を痛めてから失速、15分58秒、裏拳からの高角度バックドロップの前に完敗した。アジャは試合後のインタビューで「まだまだ詰めの甘さがあるし、途中で足を痛くして得意技が打てなくなったりしているのも甘い。その辺の甘さを克服しないとメインではまだまだ」と語った。
- 8月24日 日本武道館での「武道館女王列伝MAX」では、吉田万里子の復帰戦のパートナーとなり、長与千種・山田敏代の師弟タッグと対戦。この時も、長与の入場時に長谷川がエプロンからボディ・アタックをかけて仕掛けた。長与にも臆せず向かっていったが、最後は16分8秒、長与の強烈なスリーパー・ホールドで失神KO負け。
- 10月9日 川崎市体育館での「レッスル・マリンピアード'94」では、セミファイナルで、レジー・ベネットと対戦。レジーの圧倒的なパワーに真っ向から勝負を挑んだが、腰を痛めていた長谷川は動きに精彩を欠き、フライング・ボディ・プレスやシリー・スラムをまともに食らい、最後は10分56秒、レジー・ラックでレフェリーストップ負け。
- タッグリーグ・ザ・ベストでは、井上京子と組み、巴戦に残って優勝を争ったが、タイトルには届かなかった。

1995年
- 豊田真奈美の率いる、フリーダム・フォースに参加、ブリザードYukiとして豊田とのタッグでWWWA世界タッグ王座に挑戦するも戴冠には至らず。
- 後楽園ホールで、雷神隊のライオネス飛鳥とシングル対決するも、パワーボム2連発に完敗。
- 3月21日 大阪城ホールでの「大阪美神王国Success」では、第100代WWWA世界タッグ選手権王座決定トーナメントに、豊田真奈美のパートナーとして、ブリザードYukiで参戦。不本意だった東京ドームでのデビュー戦から数えて3試合目のYukiであり、試合前には「反省することはあっても、後悔することのないように戦いたい」と語っていたものの、試合中も下を向くことが多く、素顔での元気なファイトは影を潜めがちであった。
  - 1回戦では、雷神隊のライオネス飛鳥・ジャガー横田組と対戦。フリーダム・フォースと雷神隊という、新旧軍団対決となった。ベテラン勢の老獪かつパワフルなファイトに苦しんだものの、ドラゴン・スープレックスを極め、ブリザード・スパイラルは失敗したものの、最後はトップロープからの回転エビ固めを切り返して、Yukiがジャガーからフォールを奪った。
  - 準決勝では、三田英津子・下田美馬のラス・カチョーラス・オリエンタレスと対戦。前の試合で痛めた手首を攻め込まれるが、20分56秒、豊田がジャパニーズ・オーシャン・サイクロン・スープレックス・ホールドで三田を沈めて決勝進出。ビデオ解説で、斎藤文彦は長谷川のYukiについて「長谷川自体が発展途上期にあるところで、Yukiも発展させていかなければならない、というのは難しいところがある」という趣旨の発言をしている。
  - 決勝では、王座を返上した前王者、井上京子・井上貴子のダブル井上コンビと対戦。準決勝直後の試合というハンデもあり、この試合でもYukiは素顔の試合と同様、技をもらいすぎてダメージを蓄積。厳しい闘いとなった。それでも終盤は乱戦となり、高度な技が飛び交った。Yukiは、裏投げ4連発で京子を追い込む。しかし、京子の雪崩式ブレーンバスターを切り返しての雪崩式アバランシュ・ホールド、三角跳び式雪崩式ヘッドシザース・ドロップ、スパイダーズ・ネスト、駆け込み式ラリアット、三角跳び式エルボー・ドロップ、ナイアガラ・ドライバーの猛攻の前にフォール負け、14分41秒、王座を逸した。試合後は豊田がYukiをかばい「こうやって、これから、みんなでやっていく第一歩だったのに取れなかったのが残念」、Yukiは一言「反省して成長していきます」と下を向いたまま語った。
- 3月26日 横浜アリーナで、雷神隊のエース格としてカムバックしたバイソン木村と対戦。大場所では初めて、黒を基調としたガウンを着用して登場したが、バイソンがリングインしようとした長谷川に突っかかり、そのまま試合が始まった。バイソンのトンファーを奪って攻撃したが、切れたバイソンは固定式であるアリーナの椅子を破壊するなど場外戦を挑む。しかしバイソンは復帰して1か月で万全とは言えず、袈裟切りチョップをローリング・ソバットで迎撃し、最後はカウンターのローリング・ソバットで沈め、10分5秒、大金星をあげた。
- WWFに参戦、ロコモーション・ダブルアーム・スープレックスなどで喝采を浴びた。
- 9月3日 日本武道館で、ブリザードYukiで出場、フリーダム・フォースの伊藤薫、吉田万里子と組んで、山田敏代・井上貴子・渡辺智子組との6人タッグ。Yukiの裏投げとダブル・フットスタンプのコンビ攻撃から、トップロープからの伊藤のダイビング・フットスタンプ、Yukiの旋回式セントーンから吉田の飛び技と渡辺を攻め込むが、連携が今ひとつで、渡辺が粘り抜いて勝利を収めた。試合後長谷川は「結んでいた髪を解いたことで動きやすかったが、まだYukiのペースがつかめない」と話していた。
- 12月4日 両国国技館で、初めてセパレートのコスチュームで登場、同期の盟友、伊藤薫とシングル・マッチ。長谷川はかねがね、自己のベスト・バウトはジャパン・グランプリにおけるJR橋本駅前広場での伊藤戦（30分時間切れ引き分け）であると公言しており、この日はその試合を越える内容にしたいと試合前に語っていたが、その表情には今までに見られなかったような固い決意が宿っていた。同期ならではの心と心のぶつかり合いとなった重い試合は、伊藤が場外へのダイビング・フットスタンプ、長谷川がノータッチ・トペ・コン・ヒーロなど得意技を出し切ったハイスパートな展開。最後は11分55秒、伊藤がトップロープからの雪崩式フィッシャーマンズ・バスターで長谷川にシングル初勝利。大の字となった長谷川の頬には一筋の涙がつたっていた。勝った伊藤も試合後のインタビューで、珍しく感極まった表情を見せていた。
- 12月10日 後楽園ホールの試合後、翌年3月31日での引退を表明。

1996年
- 「長谷川咲恵シングルカウントダウン7番勝負」と題して、1月3日に同期の渡辺智子、1月4日 山田敏代、1月22日 ブル中野、2月3日 吉田万里子、2月11日にJWPの興行でかつてのライバル福岡晶、2月12日 バイソン木村、3月20日 豊田真奈美と対戦。このほか3月12日のLLPWの興行で同期の長嶋美智子とも対戦した。なお、引退二日前にはアジャ・コングと対戦し、裏拳で口の中を縫って引退試合を迎えるという、最後まで長谷川らしい戦いぶりだった。
- 3月31日 横浜アリーナで開催された「横浜美神王国Highest Wars」で、パートナー伊藤薫、相手は渡辺智子・LLPWの長嶋美智子組という、全て同期とのタッグマッチで引退。タッグマッチであるが、試合開始時に3対1となって同期達の技を受けきり、その後通常のタッグマッチに戻った。場外でのノータッチ・トペ・コン・ヒーロも見せた。最後は10分24秒、試合開始時から半泣き状態だった渡辺が「最後は私が決める!」と絶叫してのキャノンボール・バスター2連発に沈み、選手生活に幕を下ろした。

## 得意技
ローリング・ソバット
ロープに飛ばして、あるいはその場で、さらにトップロープからとさまざまなバリエーションを持つ。初めは打点が定まらず、確度が低かったが、徐々に精度を高め、破壊力を上げていった。裏投げと並び、長谷川の代名詞と言ってよい技。
裏投げ
馳浩のファンでもあった長谷川が、自らも得意とした大技。
ロコモーション・ダブルアーム・スープレックス
主に序盤で使用。ダブルアーム・スープレックスを、ホールドを解かないまま起き上がりこぼし式で5、6回行う。ホールドしたまま投げつけるため、相手は満足に受け身が取れない。その一方で、腰に負担がかかる技でもあった。
場外へのノータッチ・トペ・コンヒーロ
ブリザードYukiの技として開発し、その後は素顔でも使用。文字通り、場外へ飛び、ノータッチでトップロープを飛び越え、1回転して相手に突っ込んでいく難易度の高い大技。時には、スカされたにもかかわらず、そのまま場外に着地してみせることもあった。
逆水平チョップ
フェイスクラッシャー
ストレッチ・ボム
STF

## タイトル歴
- 第16代全日本シングル王座
- 第13代全日本タッグ王座（パートナーはデビー・マレンコ）
- 第16代全日本タッグ王座（パートナーは伊藤薫）

## 入場テーマ曲
- 「Hard-Beat Runner」「完全版全日本女子プロレス選手別テーマ曲集」に収録。＜長谷川咲恵＞
- 「YAMATO組曲PART4」「プロレスQ10番勝負」に収録。＜ブリザードYuki＞

## テレビ出演
- 八代将軍吉宗 第30話「いろは四十七組」（1995年8月6日、NHK） - 力持ちの下女